# Джеймі Гомс (тенісист)
Джеймі Гомс (англ. Jamie Holmes; нар. 4 травня 1973) — колишній австралійський тенісист.
Найвищу одиночну позицію світового рейтингу — 289 місце досяг 28 серпня 1995, парну — 116 місце — 10 серпня 1998 року.
Найвищим досягненням на турнірах Великого шолома було 2 коло в парному розряді.

## Юніорські фінали турнірів Великого шолома

### Парний розряд: 1 (1 поразка)
| Результат | Рік  | Турнір                                 | Покриття | Партнер      | Суперники             | Рахунок  |
| --------- | ---- | -------------------------------------- | -------- | ------------ | --------------------- | -------- |
| Поразка   | 1991 | Відкритий чемпіонат Австралії з тенісу | Тверде   | Пол Кілдеррі | Грант Дойл Джошуа Ігл | 6–7, 4–6 |

## Фінали ATP Челленджер і ITF Ф'ючерс

### Парний розряд: 6 (3–3)
| Легенда              |
| -------------------- |
| ATP Челленджер (3–3) |
| ITF Ф'ючерс (0–0)    |

| Фінали за покриттям |
| ------------------- |
| Тверде (3–1)        |
| Ґрунт (0–2)         |
| Трава (0–0)         |
| Килим (0–0)         |

| Результат | В-П | Дата     | Турнір                    | Рівень     | Покриття | Партнер       | Суперники                    | Рахунок       |
| --------- | --- | -------- | ------------------------- | ---------- | -------- | ------------- | ---------------------------- | ------------- |
| Перемога  | 1–0 | Сер 1995 | Бронкс, США               | Челленджер | Тверде   | Росс Матесон  | Стівен Даунс Джеймс Грінхелг | 6–3, 5–7, 6–3 |
| Перемога  | 2–0 | Гру 1996 | Перт, Австралія           | Челленджер | Тверде   | Ендрю Пейнтер | Грант Дойл Ендрю Кратцманн   | 7–5, 6–4      |
| Поразка   | 2–1 | Вер 1997 | Единбург, Велика Британія | Челленджер | Ґрунт    | Кріс Гаггард  | Вейн Артурс Грант Дойл       | 6–4, 2–6, 2–6 |
| Перемога  | 3–1 | Гру 1997 | Перт, Австралія           | Челленджер | Тверде   | Пол Кілдеррі  | Ллейтон Г'юїтт Люк Сміт      | 6–1, 3–6, 7–6 |
| Поразка   | 3–2 | Лют 1998 | Сінгапур, Сінгапур        | Челленджер | Тверде   | Ендрю Пейнтер | Джим Томас Лоренс Тілеман    | 3–6, 6–3, 6–7 |
| Поразка   | 3–3 | Тра 1998 | Дрезден, Німеччина        | Челленджер | Ґрунт    | Ендрю Пейнтер | Пабло Альбано Сандер Гройн   | 3–6, 4–6      |